# Абрисовський Савин Йосипович
Са́вин Йо́сипович Абрисо́вський (1874, с. Петликівці, нині Старі Петликівці Бучацького району Тернопільської області — 1900, м. Косів, нині Івано-Франківська область, Україна) — український композитор-аматор, художник з роду Абрисовських.

## Біографія
Народився 1874 року в селі Петликівці (Бучацький повіт, Королівство Галичини і Володимирії, Австро-Угорщина), нині Старі Петликівці Чортківського району Тернопільської області, Україна.
Навчався в цісарсько-королівській гімназії в Станиславові (нині Івано-Франківськ), 1892–1896 — у Краківській академії мистецтв. Через хворобу повернувся до батьків у Косів. Професійної музичної освіти не мав.
Знайомий з Ольгою Кобилянською, котрій послужив прототипом Нестора в повісті «Через кладку».
1898 року брав участь у художній виставці Товариства для розвою руської штуки у Львові.
Помер в 1900 році у Косові (нині Івано-Франківська область, Україна).
Образотворча спадщина Савина Абрисовського не збереглася повністю.

## Доробок
Автор вальсів для гітари: «Sus Reciprocite», «Vogune la galere», «Вальс» (видані у Львові 1899 року), «З останніх днів» (видано у Станиславові у редакції Дениса Січинського 1903 року). Також є автором «коломийок» для фортепіано в чотири руки.